# Vimeo
Vimeo es una red social de Internet basada en videos, lanzada en noviembre de 2004 por la compañía InterActiveCorp (IAC). Es una plataforma de vídeo sin publicidad con sede en la ciudad de Nueva York, que proporciona servicios de visualización de vídeo libres.
El sitio permite compartir y almacenar videos digitales para que los usuarios comenten en la página de cada uno de ellos. Los usuarios deben estar registrados para subir videos, crear su perfil, cargar avatares, comentar y armar listas de favoritos.
Inicialmente, el sitio ganaba su reputación como «proveedor de imágenes» para diversos artistas, debido a la alta tasa de bits y resolución de sus videos. Desde octubre de 2007, Vimeo ofrece una opción para videos de alta definición.

## Origen del nombre
El nombre «Vimeo» fue creado por su cofundador, Jakob Lodwick. Es un anagrama de movie ('película') y, al mismo tiempo, forma un juego de palabras con el término «video», insertando la sílaba me ('yo') en referencia al espíritu del sitio de exhibir material creado exclusivamente por el usuario.

## Popularidad
A diciembre de 2013, Vimeo atrae a más de 100 millones de visitantes únicos al mes y más de 22 millones de usuarios registrados. El 15% del tráfico de Vimeo proviene de dispositivos móviles. En febrero de 2013, Vimeo representaba el 0,11% del total de ancho de banda de Internet. En 2011 crearon la aplicación gratuita para IPhone.
En septiembre de 2018, Vimeo decidió modificar su modelo de negocio. Tal como lo aseguró su CEO, el nuevo modelo de negocio se enfocará en ser una bolsa mundial de vídeos en línea. "Vimeo Stock", será la herramienta en la que de manera similar a Getty Images o Shutterstock, los creadores podrán elegir o distribuir su trabajo con una suscripción.

## Contenido notable
Los comediantes Kristen Schaal, Reggie Watts y «Weird Al» Yankovic utilizan Vimeo para promover sus contenidos. La popular serie de Internet Jake and Amir también usa Vimeo como plataforma. Numerosos músicos utilizan Vimeo para promocionar sus videos musicales, como Kanye West, Nine Inch Nails, Moby, Lykke Li, Röyksopp, Devin the Dude, Van Halen y Britney Spears. Incluso Barack Obama sube sus transmisiones en alta definición allí.

## Calidad de video
El 17 de octubre de 2007, Vimeo anunció su soporte para videos de alta definición (1280x720 píxeles), convirtiéndose en el primer sitio de almacenamiento de videos en contar con ese avance para el consumidor. Los videos de estas características son automáticamente convertidos a videos en formato Flash VP6. En marzo de 2008, Vimeo mejoró su servicio para videos de alta definición con el objetivo de exhibir secuencias con más de 30 fotogramas por segundo, pero la falta de aceleración gráfica de Adobe Flash Player en algunas plataformas tuvo un mal rendimiento para muchos usuarios. Por consiguiente, un mes después, Vimeo restauró su sistema al anterior, el cual reproducía videos a 24 fotogramas como máximo.
Los videos de definición estándar necesitan recodificarse a un máximo de 30 fotogramas por segundo y tienen una mayor tasa de bits que otros sitios similares a Vimeo.
Los usuarios con cuentas gratuitas (limitadas) pueden cargar hasta 500 MB de videos estándar y solo un video de alta definición a la semana (los otros videos HD que sean cargados en la misma semana son convertidos a definición estándar).
Vimeo usa una variante del software FFmpeg para leer los videos cargados y enviarlos a su codificador. FFmpeg le permite a Vimeo soportar la mayoría de los formatos de video (incluyendo HDV) pero no algunos codecs de grado intermedio y el popular AVCHD.

## Vimeo Plus
El 16 de octubre de 2008, Vimeo presentó Vimeo Plus, un servicio de pago con un valor de USD $60 al año, el cual permite a los usuarios cargar más material cada semana (hasta 5 GB) y subir videos de alta definición sin límite. También permite la creación de canales, grupos y álbumes sin restricción, y la visualización de vídeos libres de publicidad (solo para el usuario de este servicio). La llegada de Vimeo Plus hizo que las cuentas gratuitas bajaran de categoría, las cuales, en un comienzo, dejaban a los usuarios subir videos HD ilimitadamente.